# Bakháza
Bakháza è un comune dell'Ungheria di 250 abitanti situata nella contea di Somogy, nell'Ungheria centro-occidentale.